# Giovinezza (dramma)
Giovinezza (Jugend) è una tragedia di Max Halbe (1865–1944) rappresentata per la prima volta a Berlino nel 1893.

## Trama

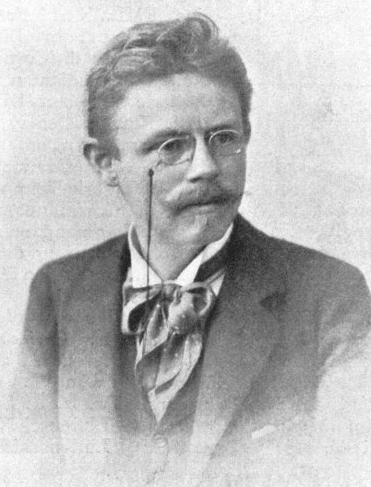
Fotografia di Max Halbe (1900)

### Atto I
La giovane Annchen, figlia illegittima di una donna morta prematuramente, vive con lo zio, fratello della madre, un parroco cattolico polacco, in un villaggio di campagna nei pressi di Rosenau, in terra prussiana. Abitano nella canonica, assieme ai due, anche Amandus, un fratellastro di Annchen affetto da disturbi mentali, e Gregor von Schigorski, un cappellano fanatico che si cerca di spingere Annchen a prendere il velo per espiare la colpa materna. Giunge in visita nella canonica Hans Hartwig, cugino diciottenne di Annchen in procinto di frequentare l'università. Hans e Annchen si innamorano. Questa infatuazione è giudicata con tolleranza dallo zio parroco, ma disapprovata dal fratellastro Amandus e dal cappellano Schigorski. i due adolescenti trascorrono una notte insieme.

### Atto II
Il giorno successivo Hans e Annchen discutono sulla loro situazione. Annichen vorrebbe che Hans si stabilisse al villaggio; il giovane, pur amando la ragazza, rifiuta la proposta. Amandus, il quale ha spiato segretamente Hans e la sorella Annichen, racconta a Schigorski la vicenda. Questi, a sua volta, la riferisce al parroco commentando l'avvenimento con indignazione e sarcasmo. Il buon sacerdote chiede ad Annchen e ad Hans cosa sia accaduto; i due, stupiti e vergognosi, ammettono tutto; lo zio parroco li rimprovera con comprensione e simpatia. Hans questa volta afferma di voler rimanere con Annichen nel villaggio; lo zio lo invita invece a ritornare in città, riprendere gli studi e ritornare al villaggio quando sarà indipendente anche dal punto di vista economico.

### Atto III
Hans e Annchen si salutano da soli. Annchen osserva Hans che si incammina, ma contemporaneamente vede Amandus alla finestra con un fucile in mano. Intuendo che il fratellastro voglia sparare ad Hans, Annchen si precipita su Hans per proteggerlo. Amandus tuttavia spara e ferisce a morte la sorella. Giunge il parroco il quale dà l'assoluzione alla giovane prima che questa spiri.

## Critica
Giovinezza è considerata una delle opere drammatiche più rappresentative del teatro naturalista in Germania. Giovinezza, un dramma «impudente e audacissimo ma che afferrò subito il gran pubblico [...] per la miscela di apparente naturalismo e di sostanziale lirismo sentimentale» . «Mai più riuscì al drammaturgo, che tentò poi le più disparate vie, [...] di conquistare lo stesso consenso di pubblico e di critica».

## Edizioni
- Max Halbe, «Jugend». In: Sämtliche Werke; Hrsg. von Jens Walter, Band IV, Salzburg: Das Bergland-Buch, 1945, pp. 207–285.
- Giovinezza, dramma d'amore in 3 atti di Max Halbe; riduzione italiana di Otto Eisenschitz, Milano: Kantorowicz, 1894

## Adattamenti
- Jugend - film del 1922 diretto da Fred Sauer, con Grete Reinwald, Fritz Schulz e Heinz Salfner[3]
- Jugend - film del 1938 diretto da Veit Harlan, con Kristina Söderbaum, Eugen Klöpfer ed Hermann Braun[4]